# اطلس ابر
اطلس ابر (به انگلیسی: Cloud Atlas) محصول ۲۰۱۲ از آلمان فیلمی حماسی علمی–تخیلی نوشته شده، تولید شده و کارگردانی شده توسط اندی و لانا واچوفسکی و تام تیکور است. این فیلم اقتباسی از رمانی به همین نام اثر دیوید میچل است.
فیلم ارتباط، ویژگی‌ها و شباهت انسان‌های مختلف را در شش عصر متفاوت به تصویر می‌کشد که دیوید میچل آن‌ها را نوعی از نقطه‌چینی موزائیکی توصیف می‌کند. عبارت اطلس در اساطیر یونانی نام یکی از گروه جباران است که با خدایان نافرمانی آغاز کردند، آنگاه خدایان اطلس را بدان کیفر دادند که آسمان را بر سر و شانه‌های خویش حمل کند و پرسیوس را بر وی رحمت آمد و او را به کوه‌هایی انتقال داد و کوه‌های مزبور همان جبال اطلس است که بدین سبب بنام وی خوانده شده‌است؛ و در قرن ۱۶ م؛ که در اروپا کتب جغرافیا با نقشه انتشار یافت صورت اطلس را بر پشت جلد کتب مزبور ترسیم کردند در حالی که کرهٔ زمین را حمل می‌کند و از آن پس کتب مشتمل بر نقشهٔ جغرافیا را اطلس خواندند.
نخستین نمایش اطلس ابر در تاریخ ۸ سپتامبر ۲۰۱۲ و در طی جشنواره بین‌المللی فیلم تورنتو ۲۰۱۲ بود و سپس در ۲۶ اکتبر ۲۰۱۲ در ایالات متحده اکران شد.

## داستان
فیلم شامل فیلمنامه‌ای است که از ۶ داستان مجزا در ۶ مقطع زمانی متفاوت نوشته شده‌است.
سال ۱۸۴۹... سفری بر امواج دریا؛ از جزایر اقیانوس آرام تا سان فرانسیسکو
سال ۱۹۳۶ کمبریج، شاهکار بدنام
سال ۱۹۷۳ سانفرانسیسکو- حقیقت پر هزینه
سال ۲۰۱۲ لندن – قتلی تأثیرگذار
سال ۲۱۴۴ سئول – انقلابی متفاوت
۱۰۶ سال پس از پایان دنیا – اینک آخر الزمان

## نقدها
داستان تو در تو و فلسفی فیلم نقدهای متفاوتی را برانگیخته است. برخی منتقدین فیلم را راوی و مبلغ اصول مدرنیسم و تمدن غرب می‌دانند: «موضوع و مضمون فیلم اطلس ابر دربارهٔ نضج و اصل مدرنیسم است. از این روست که در زمان‌ها و مکان‌هایی خاص رخ می‌دهد: اقیانوس آرام و سفرهای دریایی (با اشاره به داروین) در عصر روشنگری (رنسانس)، اسکاتلند و انگلستان خانهٔ خردگرایی و نوگرایی، آمریکای آرمان‌شهر (اتوپیا) و کره جنوبی سرزمین فتح شده مدرنیسم.»

## دیالوگ‌های منتخب
1. زندگی‌هایمان برای خودمان نیستند، از شکم مادر تا لحظه مرگ به دیگران محدود هستیم، در گذشته و آینده؛ و با هر بدی و هر خوبی آینده‌مان را از نو می‌سازیم.
2. بیرون، دانه‌های برف روی سقف‌های سنگی می‌نشینند، مثل «سولزنیتسین» که توی ایالت «ورمنت» زجر می‌کشید، من هم باید در دوران تبعیدم سخت کار کنم، ولی برخلاف «سولزنیتسین»، نباید تنها باشم.
3. آزادی، ارمغان پر سر و صدای تمدن ماست، اما فقط آن‌هایی که ازش بی‌بهره بودن، بیشترین آگاهی رو نسبت به آن داشته‌اند.
4. باور را مثل عشق یا ترس، باید فهمید، همانطوری‌که نظریه نسبیت رو می‌فهمیم. دیروز زندگی من به یه سمت بود، امروز به یک سمت دیگر است، دیروز باور نمی‌کردم که هرگز بتوانم کاری را که امروز کردم انجام بدهم. نیروهایی که معمولاً زمان و مکان رو دگرگون می‌کنند، می‌توانند تصورمان از خودمان تغییر بدهند، این نیروها سال‌ها قبل از وجود ما شروع شدن و بعد ما ادامه خواهند داشت. زندگی و انتخاب‌هایمان مثل برخوردها درنظریه کوانتوم، لحظه به لحظه درک می‌شوند و اهمیت دارند. در هر مرحله، هر برخورد، می‌تواند ما را به مسیری دیگر سوق دهد.
5. همه حد و مرزها قراردادی و منتظر تغییر هستند، همه قراردادها می‌توانند شکسته شوند، در صورتی که یک نفر بتواند این را بفهمد.
6. توی این جهان یه نظم طبیعی وجود داره و کسایی که بخوان تغییرش بدن، عاقبت خوبی ندارن. این جنبش هیچ وقت به جایی نمی‌رسه و نابود می‌شه، اگه بهشون ملحق بشین، شما و تمام خانوادتون از هم دور می‌شین، بهترین حالت اینه که مثل یه پَری زندگی کنی که بهت سیلی و کتک می‌زنن. بدترین حالت اینه که سنگسار بشی یا به صلیب کشیده بشی؛ و برای چی؟ برای چی؟

مهم نیست چی کار می‌کنی، چون این کار بیشتر از یه قطره کوچیک تو اقیانوس بیکران نیست.
- آیا اقیانوس چیزی به جز تعداد زیادی قطره است؟

### جوایز و جشنواره‌ها
فیلم برای جایزه اسکار بهترین جلوه‌های تصویری پیش نامزد شد، اما در جمع نامزدها جای نگرفت.
| مجری                                           | بخش جایزه                                                                   | نامزد(ها)                                                                                              | نتیجه    |
| ---------------------------------------------- | --------------------------------------------------------------------------- | --- | -------- |
| Alliance of Women Film Journalists             | بهترین ویرایش                                                               | Alexander Berner                                                                                       | نامزدشده |
| Alliance of Women Film Journalists             | Movie You Wanted to Love But Just Couldn't                                  | Cloud Atlas                                                                                            | نامزدشده |
| Art Directors Guild Awards                     | بهترین طراحی تولید در فیلم فانتزی                                           | Hugh Bateup and Uli Hanisch                                                                            | نامزدشده |
| Austin Film Critics Association Awards         | بهترین فیلم                                                                 | Cloud Atlas                                                                                            | نامزدشده |
| Austin Film Critics Association Awards         | ده فیلم برتر                                                                | Cloud Atlas                                                                                            | برنده    |
| Austin Film Critics Association Awards         | بیشترین امتیاز                                                              | تام تیکور، Johnny Klimek, and راینهولد هایل                                                            | برنده    |
| Bavarian Film Awards                           | Best Production                                                             | استفان آرنت                                                                                            | برنده    |
| Black Reel Awards                              | Best Actress                                                                | هلی بری                                                                                                | نامزدشده |
| Boston Online Film Critics Association Awards  | ده فیلم برتر سال                                                            | Cloud Atlas                                                                                            | برنده    |
| Central Ohio Film Critics Association          | بیشترین امتیاز                                                              | Tom Tykwer, Johnny Klimek and Reinhold Heil                                                            | نامزدشده |
| Chicago Film Critics Association               | بهترین ویرایش فیلم                                                          | Alexander Berner                                                                                       | نامزدشده |
| Costume Designers Guild Awards                 | برترین فیلم فانتزی                                                          | Kym Barrett and Pierre-Yves Gayraud                                                                    | نامزدشده |
| Czech Lion Awards                              | بهترین فیلم خارجی زبان                                                      | Cloud Atlas                                                                                            | نامزدشده |
| Critics' Choice Awards                         | بهترین طراحی لباس                                                           | Kym Barrett and Pierre-Yves Gayraud                                                                    | نامزدشده |
| Critics' Choice Awards                         | بهترین گریم                                                                 | Cloud Atlas                                                                                            | برنده    |
| Critics' Choice Awards                         | Best Visual Effects                                                         | Cloud Atlas                                                                                            | نامزدشده |
| جایزه فیلم آلمان                               | Outstanding Feature Film                                                    | گرنت هیل، Stefan Arndt, لاناi, Tom Tykwer, and اندی                                                    | نامزدشده |
| جایزه فیلم آلمان                               | جایزه جشنواره فیلم آلمان برای بهترین کارگردانی                              | Lana Wachowki, Tom Tykwer, and Andy Wachowski                                                          | نامزدشده |
| جایزه فیلم آلمان                               | بهترین ویرایش                                                               | Alexander Berner                                                                                       | برنده    |
| جایزه فیلم آلمان                               | بهترین فیلمبرداری                                                           | Frank Griebe and جان تول                                                                               | برنده    |
| جایزه فیلم آلمان                               | بیشترین امتیاز                                                              | Tom Tykwer, Johnny Klimek, and Reinhold Heil                                                           | نامزدشده |
| جایزه فیلم آلمان                               | بهترین طراحی صحنه و لباس                                                    | Kym Barrett and Pierre-Yves Gayraud                                                                    | برنده    |
| جایزه فیلم آلمان                               | بهترین گریم                                                                 | Heike Merker, Daniel Parker, and Jeremy Woodhead                                                       | برنده    |
| جایزه فیلم آلمان                               | بهترین طراحی تولید                                                          | Hugh Bateup and Uli Hanisch                                                                            | برنده    |
| جایزه فیلم آلمان                               | بهترین موسیقی                                                               | Markus Stemler, Lars Ginzel, Frank Kruse, Matthias Lempert, Roland Winke and Ivan Sharrock             | نامزدشده |
| جایزه فیلم آلمان                               | جایزه بهترین فیلم از نظر تماشاگران آلمانی                                   | Cloud Atlas                                                                                            | نامزدشده |
| جایزه رسانه‌ای گلد                              | Outstanding Film - Wide Release                                             | Cloud Atlas                                                                                            | نامزدشده |
| جوایز گلدن گلوب                                | بهترین موسیقی                                                               | Tom Tykwer, Johnny Klimek and Reinhold Heil                                                            | نامزدشده |
| Houston Film Critics Society Awards            | بهترین فیلم                                                                 | Cloud Atlas                                                                                            | نامزدشده |
| Houston Film Critics Society Awards            | Best Original Score                                                         | Tom Tykwer, Johnny Klimek and Reinhold Heil                                                            | برنده    |
| Houston Film Critics Society Awards            | دستاورد فنی                                                                 | Cloud Atlas                                                                                            | نامزدشده |
| بهترین موسیقی فیلم از نظر انجمن منتقدان موسیقی | Film Score of the Year                                                      | Tom Tykwer, Johnny Klimek, and Reinhold Heil                                                           | نامزدشده |
| بهترین موسیقی فیلم از نظر انجمن منتقدان موسیقی | Best Original Score for a Fantasy/Science Fiction/Horror Film               | Tom Tykwer, Johnny Klimek, and Reinhold Heil                                                           | نامزدشده |
| بهترین موسیقی فیلم از نظر انجمن منتقدان موسیقی | Film Music Composition of the Year                                          | Tom Tykwer, Johnny Klimek, and Reinhold Heil for "The Cloud Atlas Sextet for Orchestra"                | نامزدشده |
| جایزه ایمیج                                    | Outstanding Actress in a Motion Picture                                     | Halle Berry                                                                                            | نامزدشده |
| Online Film Critics Society Awards             | Best Adapted Screenplay                                                     | Lana Wachowski, Tom Tykwer, and Andy Wachowski                                                         | نامزدشده |
| Online Film Critics Society Awards             | Best Editing                                                                | Alexander Berner                                                                                       | برنده    |
| Phoenix Film Critics Society Awards            | بهترین طراحی تولید                                                          | Hugh Bateup and Uli Hanisch                                                                            | نامزدشده |
| Phoenix Film Critics Society Awards            | بهترین جلوه ویژه                                                            | Cloud Atlas                                                                                            | نامزدشده |
| San Diego Film Critics Society Awards          | بهترین طراحی تولید                                                          | Hugh Bateup and Uli Hanisch                                                                            | برنده    |
| Satellite Awards                               | بهترین ویرایش                                                               | Alexander Berner                                                                                       | نامزدشده |
| Satellite Awards                               | بهترین طراحی لباس                                                           | Kym Barrett and Pierre-Yves Gayraud                                                                    | نامزدشده |
| Satellite Awards                               | بهتریت جلوه‌های ویژه                                                         | Dan Glass, Geoffrey Hancock, and Stephane Ceretti                                                      | نامزدشده |
| Saturn Awards                                  | بهترین فیلم علمی تخیلی                                                      | Cloud Atlas                                                                                            | نامزدشده |
| Saturn Awards                                  | بهترین ویرایش                                                               | Alexander Berner                                                                                       | برنده    |
| Saturn Awards                                  | بهترین طراحی تولید                                                          | Hugh Bateup and Uli Hanisch                                                                            | نامزدشده |
| Saturn Awards                                  | بهترین صحنه و لباس                                                          | Kym Barrett and Pierre-Yves Gayraud                                                                    | نامزدشده |
| Saturn Awards                                  | بهترین گریم                                                                 | Heike Merker, Daniel Parker, and Jeremy Woodhead                                                       | برنده    |
| St. Louis Gateway Film Critics Association     | بهترین فیلم‌برداری                                                           | Frank Griebe and John Toll                                                                             | نامزدشده |
| St. Louis Gateway Film Critics Association     | بهترین جلوه ویژه                                                            | Cloud Atlas                                                                                            | نامزدشده |
| St. Louis Gateway Film Critics Association     | بهترین موسیقی                                                               | Tom Tykwer, Johnny Klimek and Reinhold Heil                                                            | نامزدشده |
| Washington D. C. Area Film Critics Association | بهترین کارگردانی هنری                                                       | Uli Hanisch and Hugh Bateup (production designers), Peter Walpole and Rebecca Alleway (set decorators) | برنده    |
| جایزه هنرمند جوان                              | Best Performance in a Feature Film - Supporting Young Actress Ten and Under | Raevan Lee Hanan                                                                                       | نامزدشده |